# Новый Учхоз
Но́вый Учхо́з (фин. Vanha Staarosta) — посёлок в в Гатчинском муниципальном округе Ленинградской области.

## История
В «Описании Санкт-Петербургской губернии по уездам и станам» 1838 года и «Алфавитном списке селений по уездам и станам С.-Петербургской губернии» за 1856 год деревня не значилась.
В пояснительном тексте к этнографической карте Санкт-Петербургской губернии П. И. Кёппена 1849 года она записана как деревня Alt-Starast (Ванга Старасть) и указано количество её жителей на 1848 год: савакотов — 18 м. п., 25 ж. п., всего 43 человека.
На «геогностической карте Санкт-Петербургской губернии» профессора С. С. Куторги 1852 года не обозначена.
Согласно «Топографической карте частей Санкт-Петербургской и Выборгской губерний» в 1860 году деревня называлась Ванга Старость и насчитывала 7 крестьянских дворов, рядом с ней обозначены «Песчаные ямы».

ВАЛГА СТАРОСТА — деревня владельческая при колодце, число дворов — 7, число жителей: 12 м. п., 18 ж. п.
(1862 год)

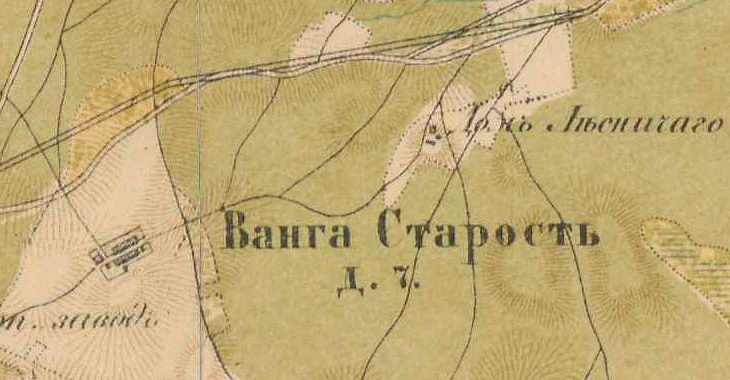
План деревни Ванга Старость. 1885 год

В 1885 году деревня называлась Ванга Старость и также насчитывала 7 дворов.
В конце XIX века деревня административно относилась к Гатчинской волости 3-го стана Царскосельского уезда Санкт-Петербургской губернии, в начале XX века — 2-го стана. Население деревни было исключительно финским.
К 1913 году количество дворов в деревне уменьшилось до 6.
С 1917 года в составе Гатчинской волости.
Согласно данным переписи населения СССР 1926 года в деревне Ванга-Староста Черновского сельсовета Троцкой волости Троцкого уезда проживали 55 человек, все финны.
С 1928 года в составе вновь образованного Войсковицкого сельсовета. Население составляло 80 человек.

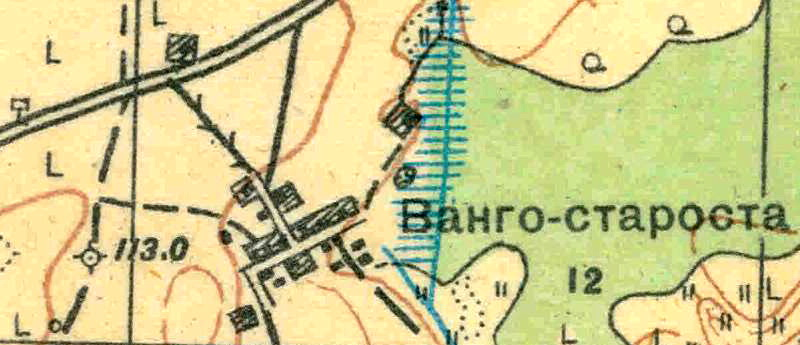
План деревни Ванго-Староста. 1931 год

Согласно топографической карте 1931 года деревня называлась Ванго-Староста и насчитывала 12 дворов.
По данным 1933 года деревня Ванько-Староста являлась административным центром Войсковицкого финского национального сельсовета, в который входили деревни: Большие Борницы, Большие Дубицы, Ветколово, Ванько-Староста, Илькино, Малые Дубицы, Робболово, Ронилово, Сеппелево, Сигонема, Гонгалова, Черново, Питкелево, Волгево, Малые Борницы, Хиндикалово, Пеньково и Семелово, общей численностью населения 1948 человек.
По административным данным 1936 года центром Войсковицкого финского национального сельсовета являлась деревня Оппелово.  В сельсовете было 20 населённых пунктов, 412 хозяйств и 10 колхозов.
Деревня Ванго-Староста была почти полностью разрушена во время войны. После войны не восстанавливалась.
В 1958 году на территории бывшей деревни была размещена вновь сформированная воинская часть. 9 мая 1958 года ей было вручено Боевое красное знамя. 25 мая 1958 года она приступила к исполнению своего основного предназначения — переучиванию частей ЗРВ ПВО ВС СССР на зенитно-ракетную систему С-75, которая только начала поступать на вооружение Советской армии. В том же году в новом посёлке было построено здание Войсковицкой школы № 2. В 1958 году население посёлка Учхоз Войсковицы составило 230 человек.
С 1959 года в составе Елизаветинского сельсовета.
По данным 1966 года посёлок назывался Войсковицы При Учхозе и входил в состав Елизаветинского сельсовета.
По данным 1973 года населённый пункт назывался Учхоз Войсковицы и входил в состав Большеондровского сельсовета.
По данным 1990 года посёлок назывался Новый Учхоз и входил в состав Войсковицкого сельсовета.
В 1997 году в посёлке проживали 2650 человек, в 2002 году — 2407 человек (русские — 82%), в 2007 году — 2527, в 2010 году — 2445.
В 2011 году в посёлке насчитывалось 758 хозяйств.

## География
Посёлок расположен в северо-западной части района на автодороге 41К-102 (Войсковицы — Мариенбург).
Расстояние до административного центра поселения, посёлка Войсковицы — 6,5 км.
Расстояние до ближайшей железнодорожной станции Войсковицы — 4 км.

## Демография
| 1862 | 2007  | 2010  | 2017  |
| ---- | ----- | ----- | ----- |
| 30   | ↗2527 | ↘2445 | ↗2620 |

### Национальный состав
Согласно данным Всероссийской переписи населения 2021 года в посёлке проживали 1846 человек, из них:
русские — 1708, украинцы — 15, белорусы — 7, армяне — 3, грузины — 3, таджики — 3, финны — 3, кабардинцы — 2, казаки — 1, татары — 1, узбеки — 1, другие национальности — 32 человека, остальные национальность не указали.

## Предприятия и организации
- Продовольственные и хозяйственные магазины
- Воинские части

## Образование
В посёлке есть средняя общеобразовательная школа и два отделения дошкольного образования:
- Войсковицкая средняя общеобразовательная школа № 2
- Детский сад  № 44[25]
- Детский сад № 34

## Транспорт
Из Гатчины до Нового Учхоза можно доехать на автобусах № 525 (через Корпиково), № 540 (через Войсковицы), № 543 (через Корпиково).

## Достопримечательности
Памятник героям-танкистам — танк ИС-2, установлен в 1983 году около посёлка Новый Учхоз, на участке старой дороги в Гатчину из мызы Войсковицы.

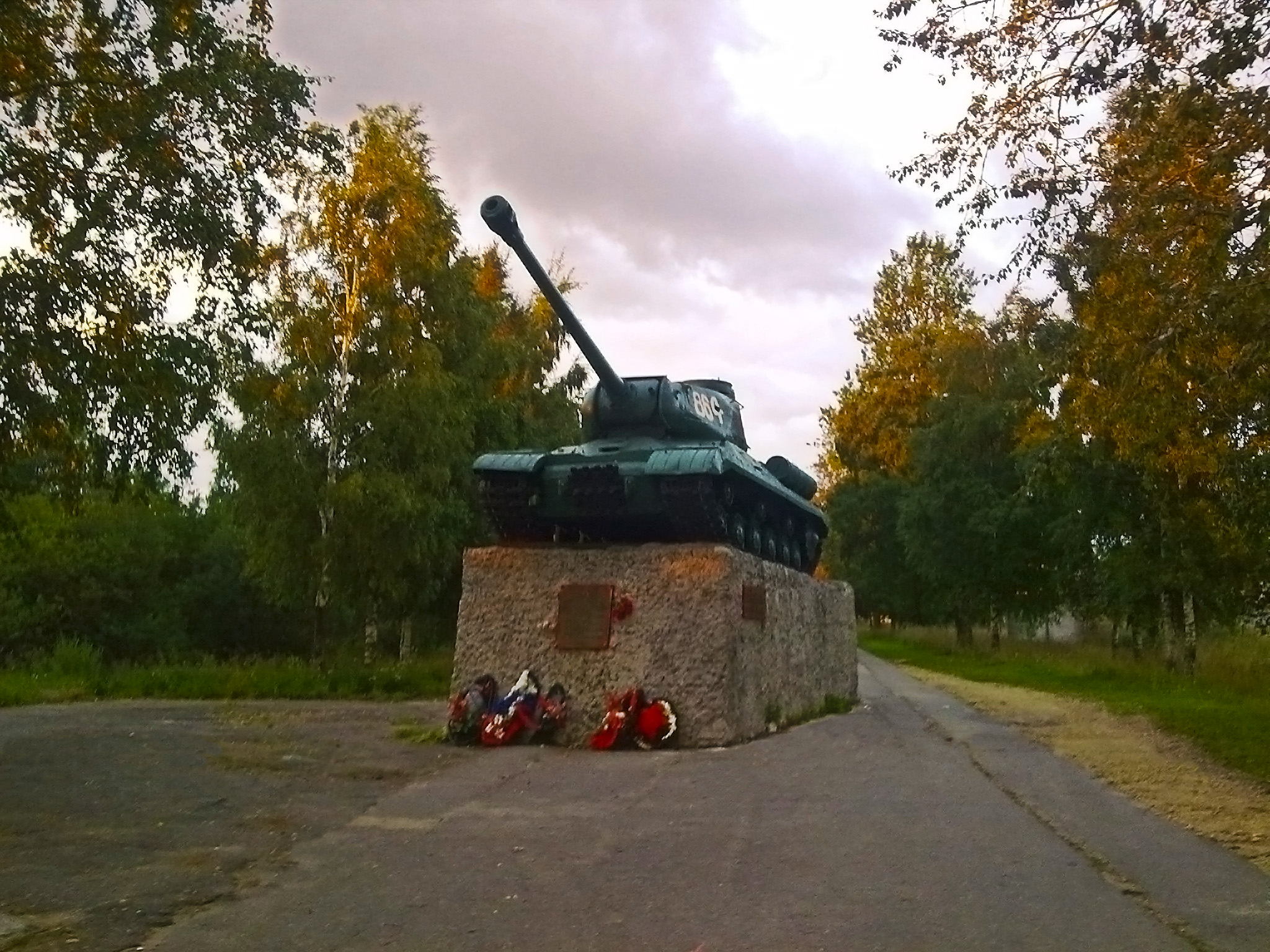
Танк ИС-2 установлен недалеко от места, где 20 августа 1941 года экипаж танка КВ-1 под командованием Зиновия Колобанова принял бой с превосходящими силами противника и в одном бою уничтожил 22 немецких танка.
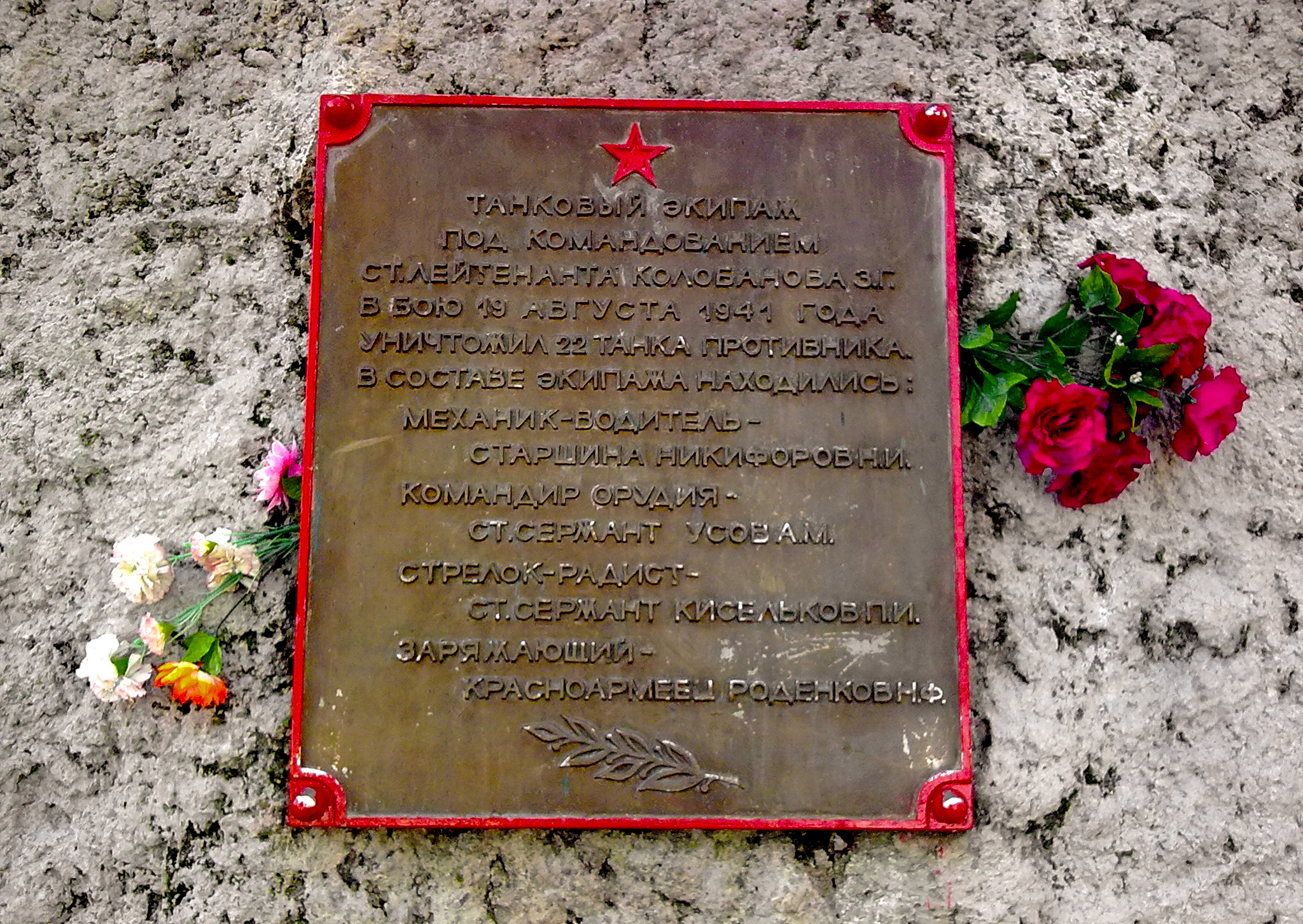
Основная  памятная доска на фронтоне постамента памятника гласит:  «Танковый экипаж под командованием старшего лейтенанта Колобанова З. Г. в бою 19 августа 1941 года уничтожил 22 танка противника. В составе экипажа находились: механик-водитель — старшина Никифоров Н. И. командир орудия — старший сержант Усов А. М. стрелок-радист — старший сержант Кисельков П. И. заряжающий — красноармеец Роденков Н. Ф
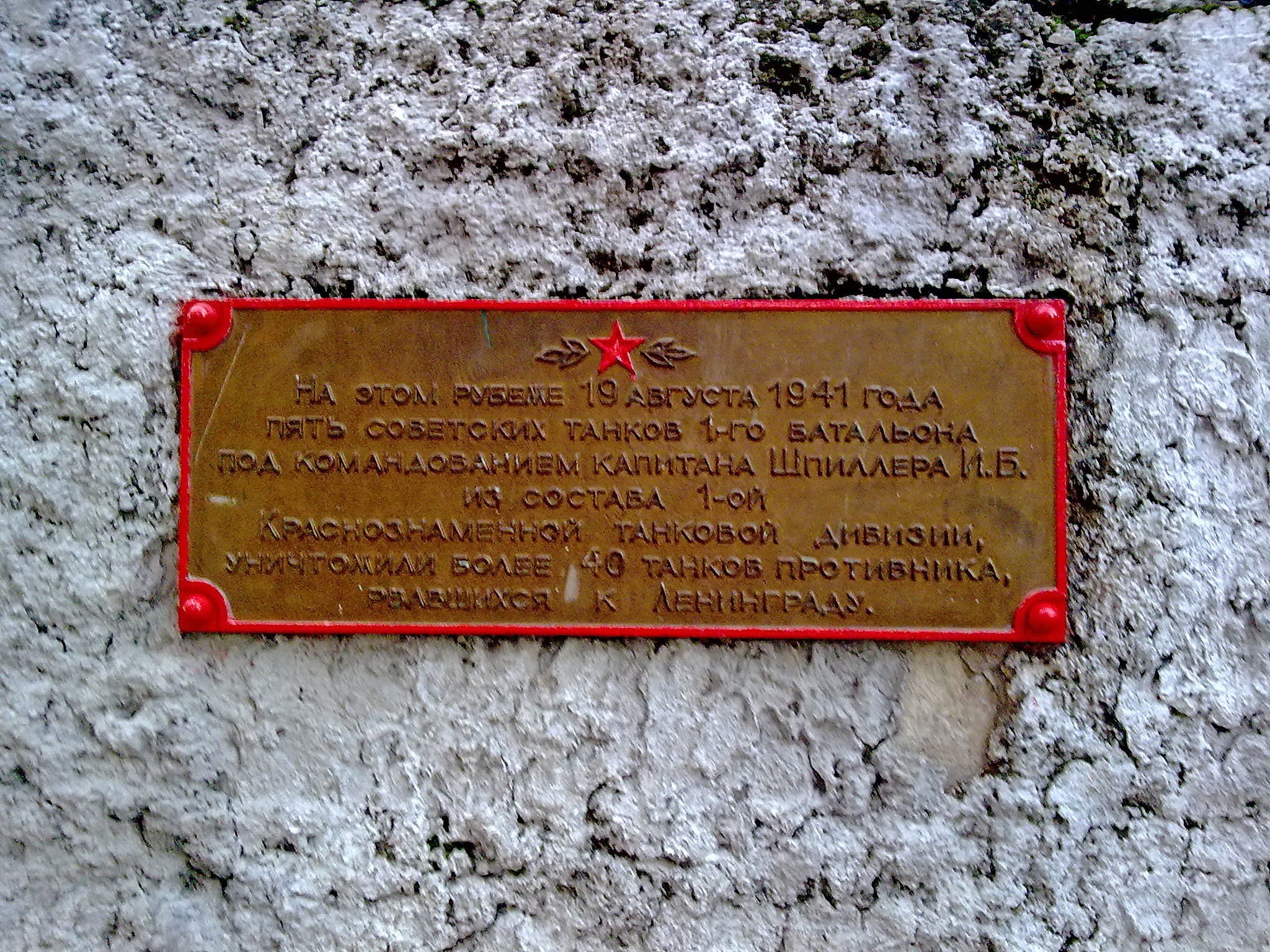
Памятная доска сбоку постамента памятника сообщает: «На этом рубеже 19 августа 1941 года пять советских танков 1-го батальона под командованием капитана Шпиллера И. Б. из состава 1-й Краснознамённой танковой дивизии, уничтожили более 40 танков противника, рвавшихся к Ленинграду».
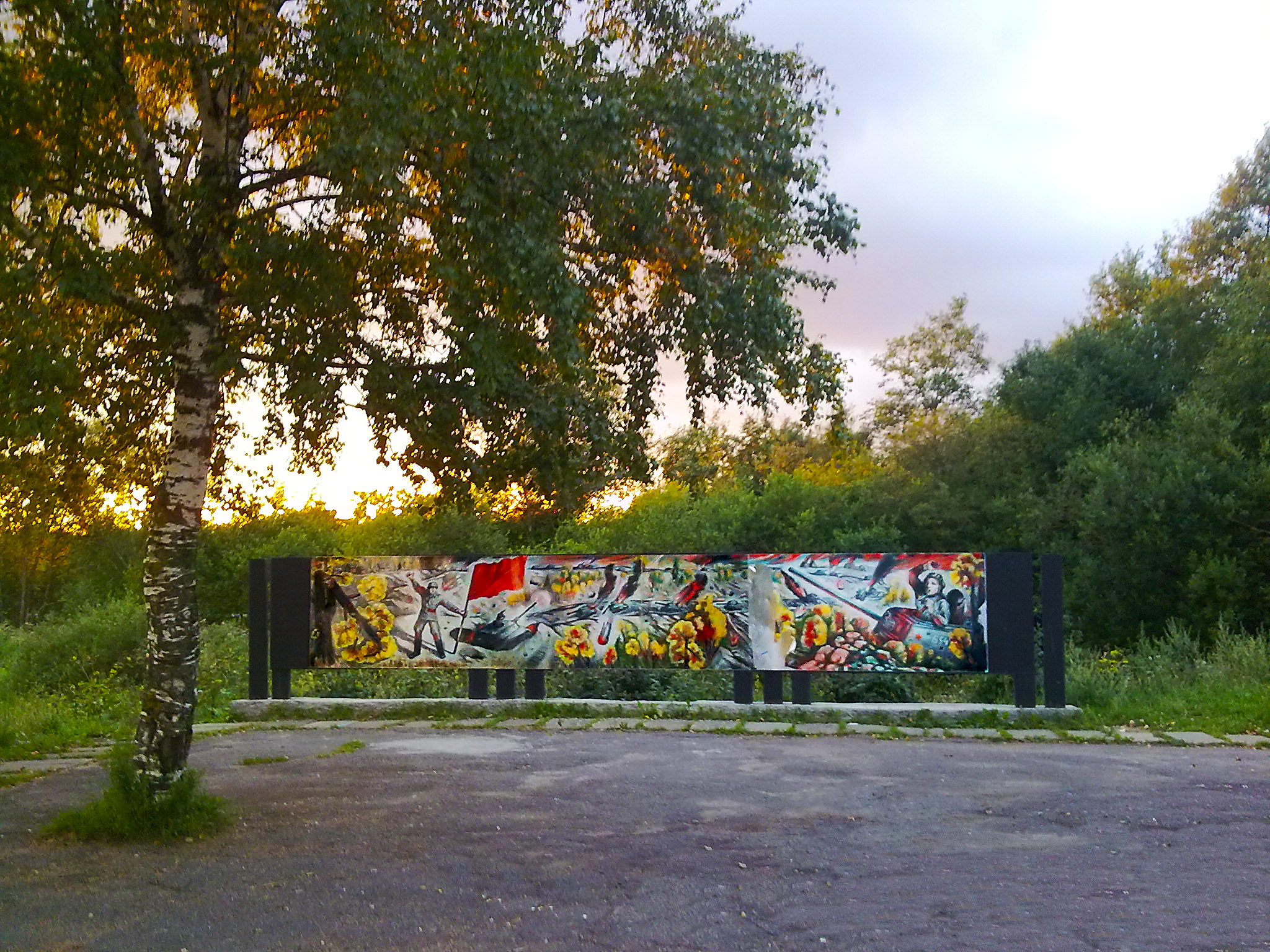
Памятная картина посвящённая героям войны.

## Галерея

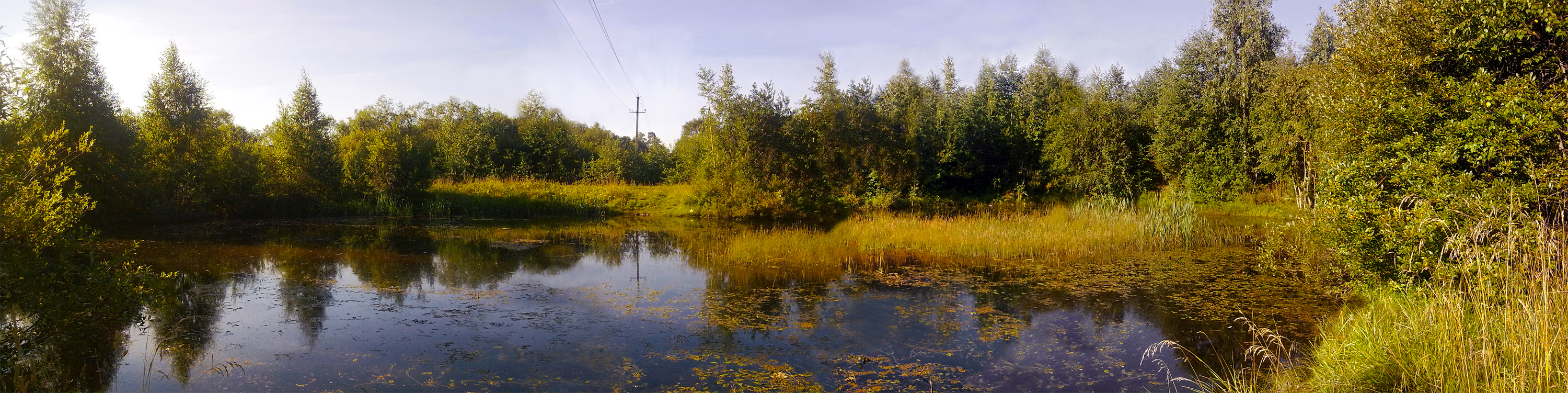
Панорама пожарного водоёма, вырытого  на территории садоводства «Пламя» в конце 1980-х годов. Отрытый водоём пресёк старую «царскую дорогу» по которой двигалась колонна немецких танков в сторону Больших Борниц 20 августа 1941 года

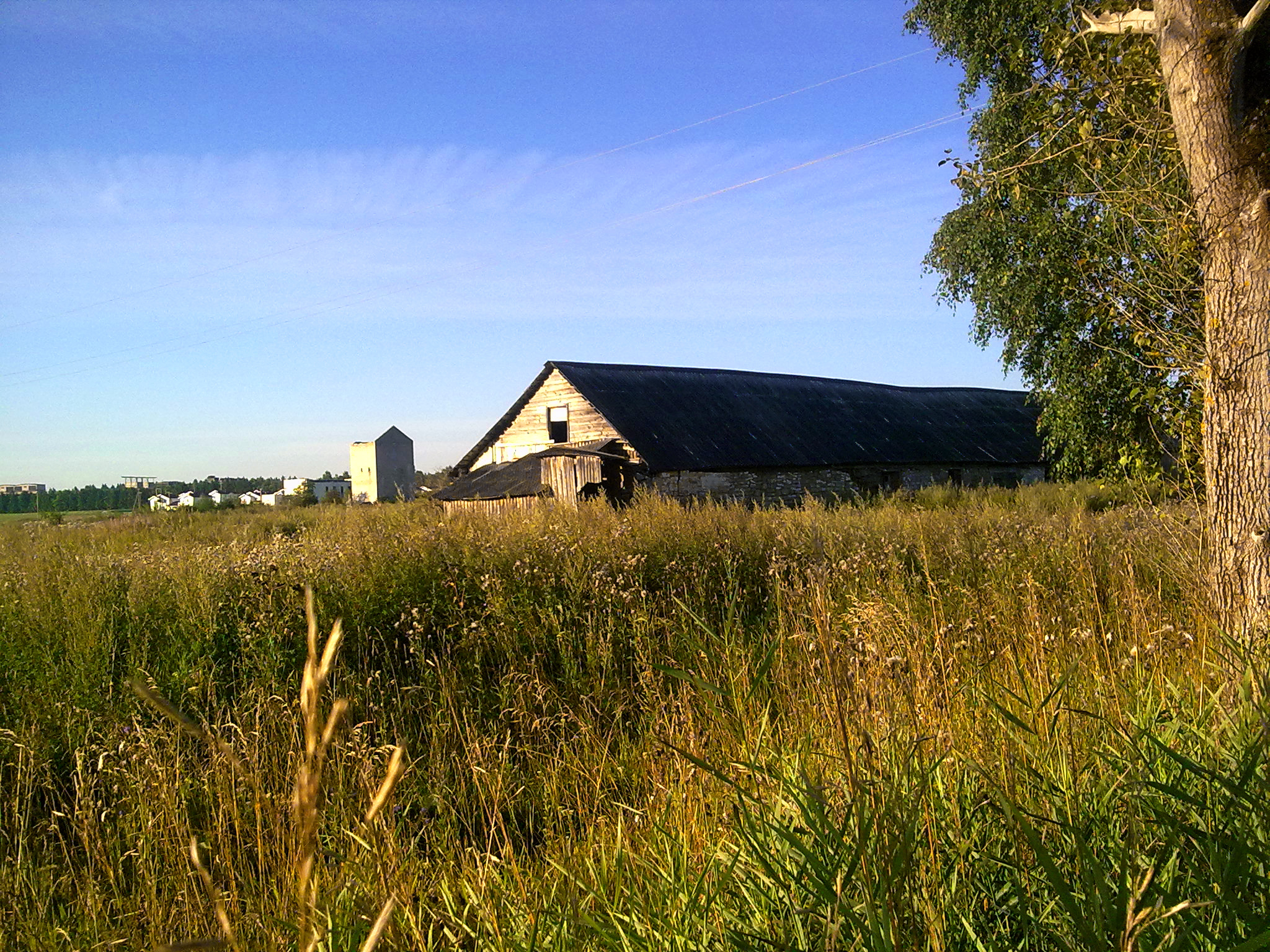
Один из двух сохранившихся корпусов квадратного скотного двора совхоза «Войсковицы», со следами артиллерийского обстрела (вид спереди). Находится к востоку от парка мызы Войсковицы
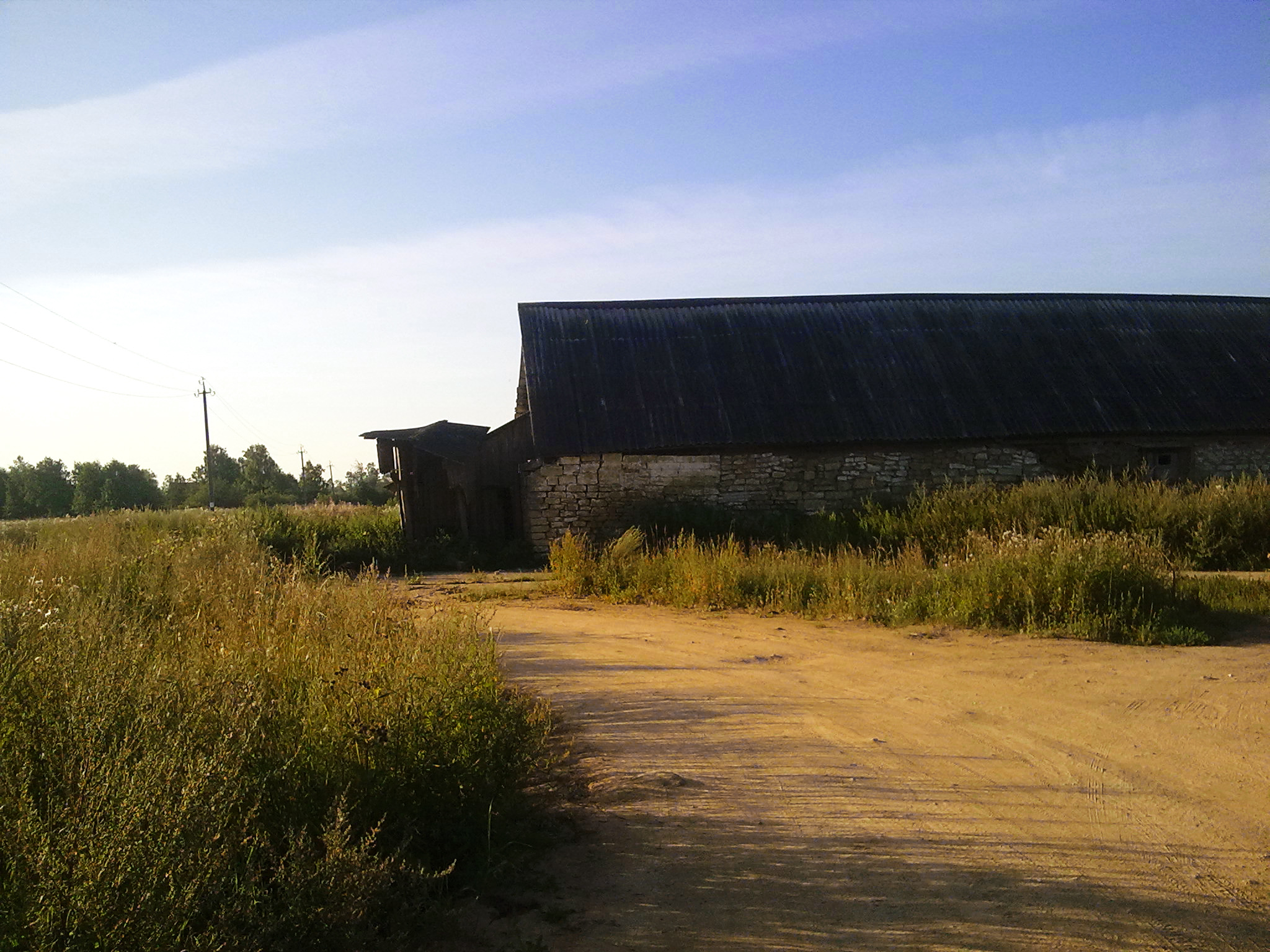
Один из двух сохранившихся корпусов квадратного скотного двора совхоза «Войсковицы», со следами артиллерийского обстрела (вид сбоку). Находится к востоку от парка мызы Войсковицы
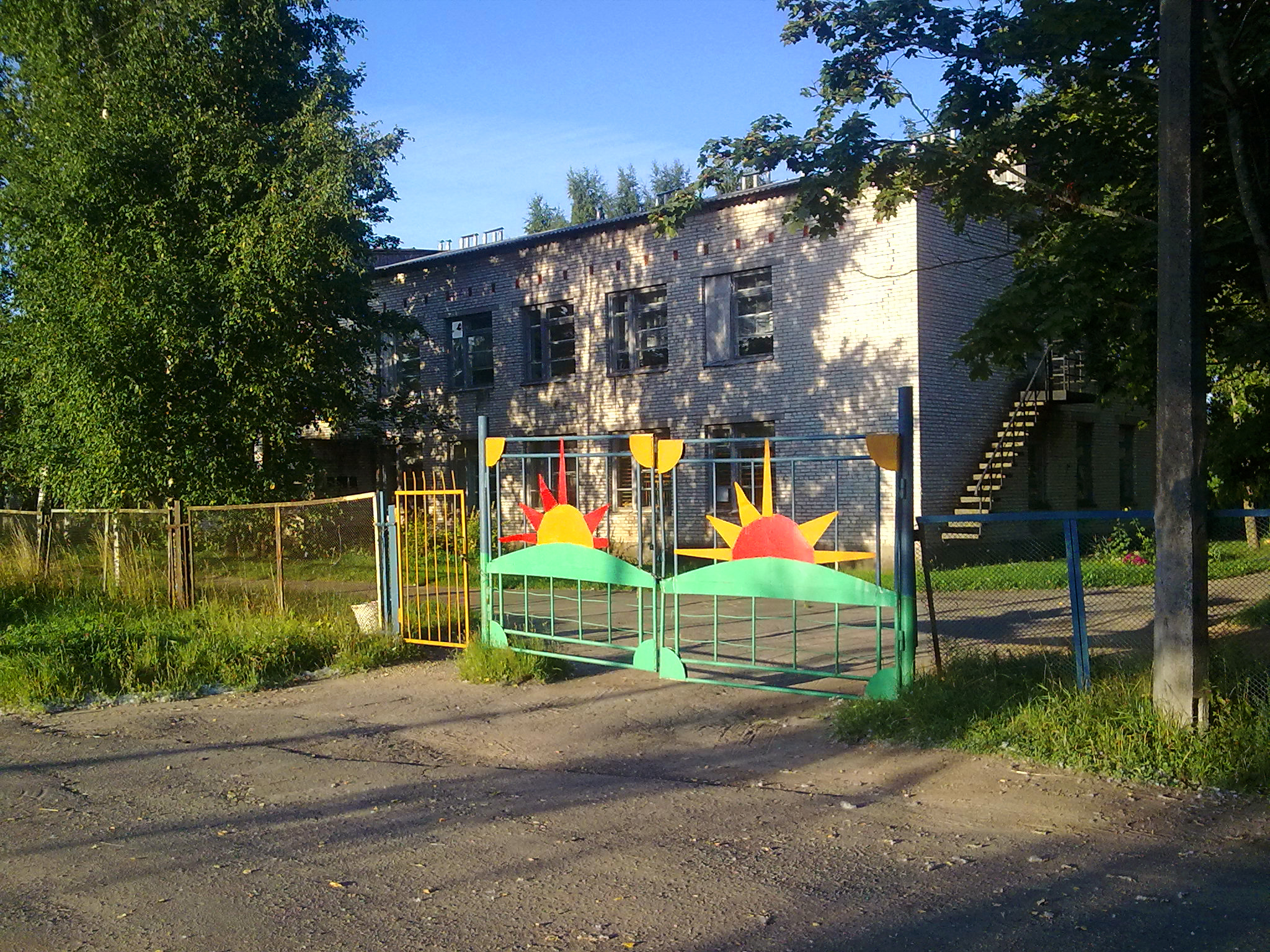
Вид на входные ворота детского сада
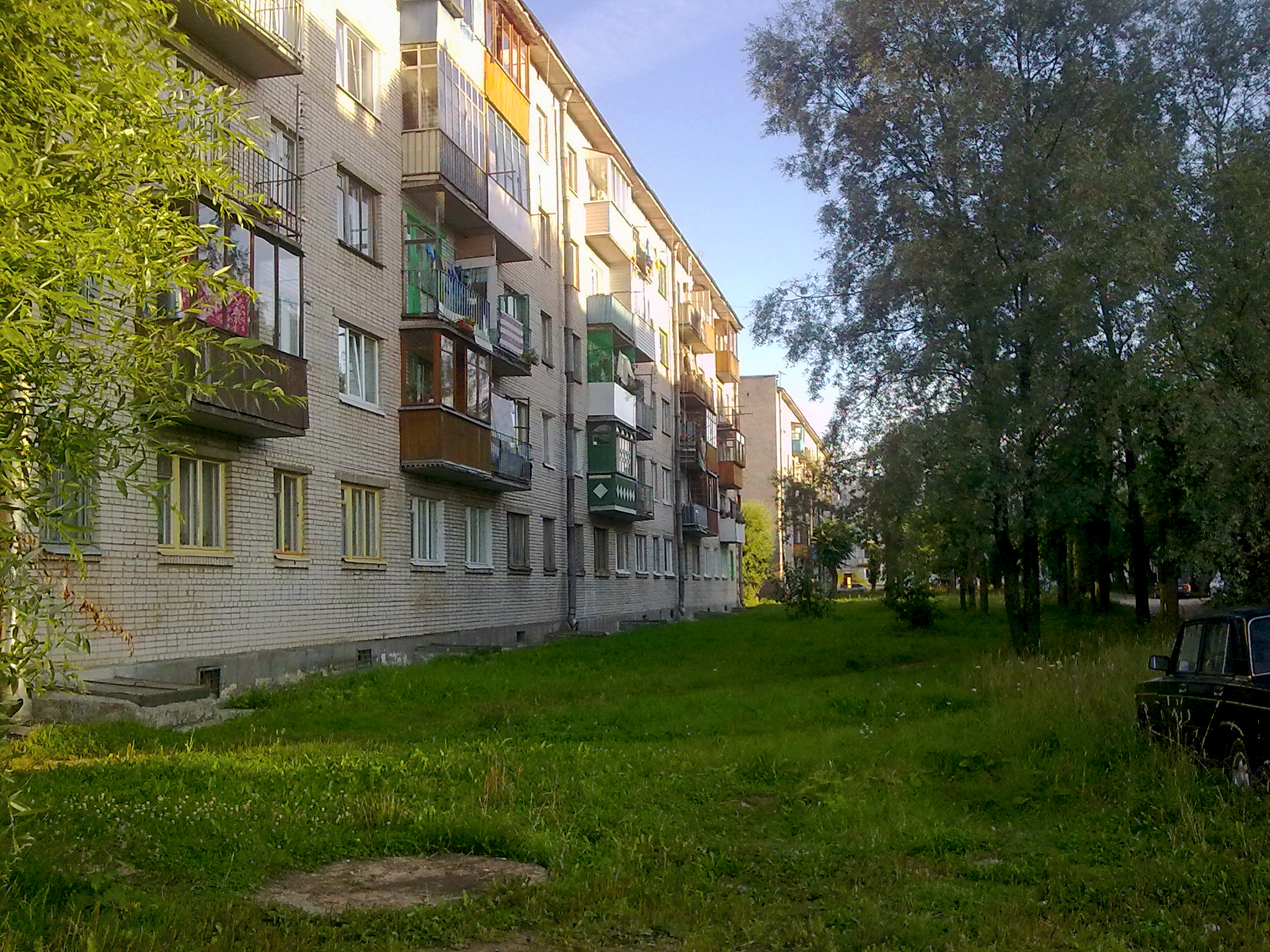
Жилой дом

## Улицы
Площадь Усова.